# Zee Telugu
Zee Telugu es un canal de televisión por suscripción generalista en idioma télugu indio. Se lanzó el 12 de septiembre de 2004 como Alpha TV Telugu y pasó a llamarse Zee Telugu el 18 de mayo de 2005. El canal es propiedad de Zee Entertainment Enterprises. Zee también lanzó un canal de películas en télugu llamado Zee Cinemalu en septiembre de 2016.

## Fundación
En 2004, Zee Network tenía canales en bengalí, guyaratí, marati y punyabí. Se esperaba que su canal propuesto en idioma télugu, que haría su primera entrada en la región sur, se lanzara en agosto de 2004, pero el lanzamiento no tuvo lugar hasta septiembre. El canal se lanzó con el nombre Alpha TV Telugu, pero luego pasó a llamarse Zee Telugu. Inicialmente presentó una gran cantidad de películas estadounidenses dobladas al telugu. En agosto de 2007, la cadena también dobló la película de Bollywood Sholay del hindi al télugu como experimento.

## Historia

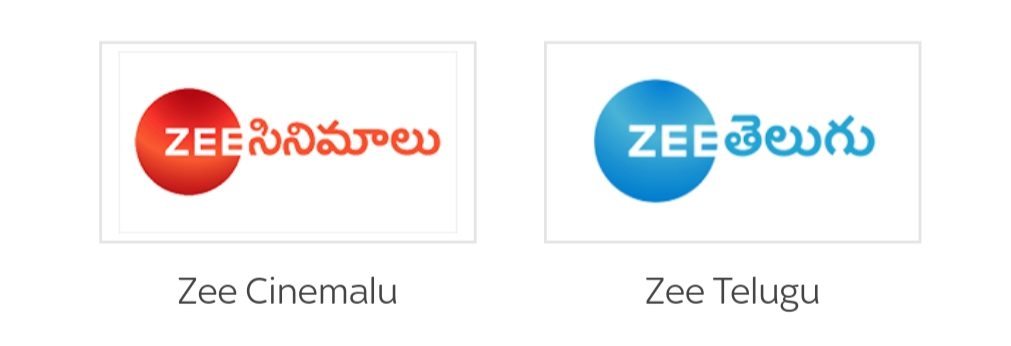
Canales hermanos

En septiembre de 2005, el canal anunció que Sanjay Reddy sería su nuevo director ejecutivo, sucediendo a Ajay Kumar, que se había marchado varios meses antes. Reddy había trabajado anteriormente en The Walt Disney Company y Pearl Media.

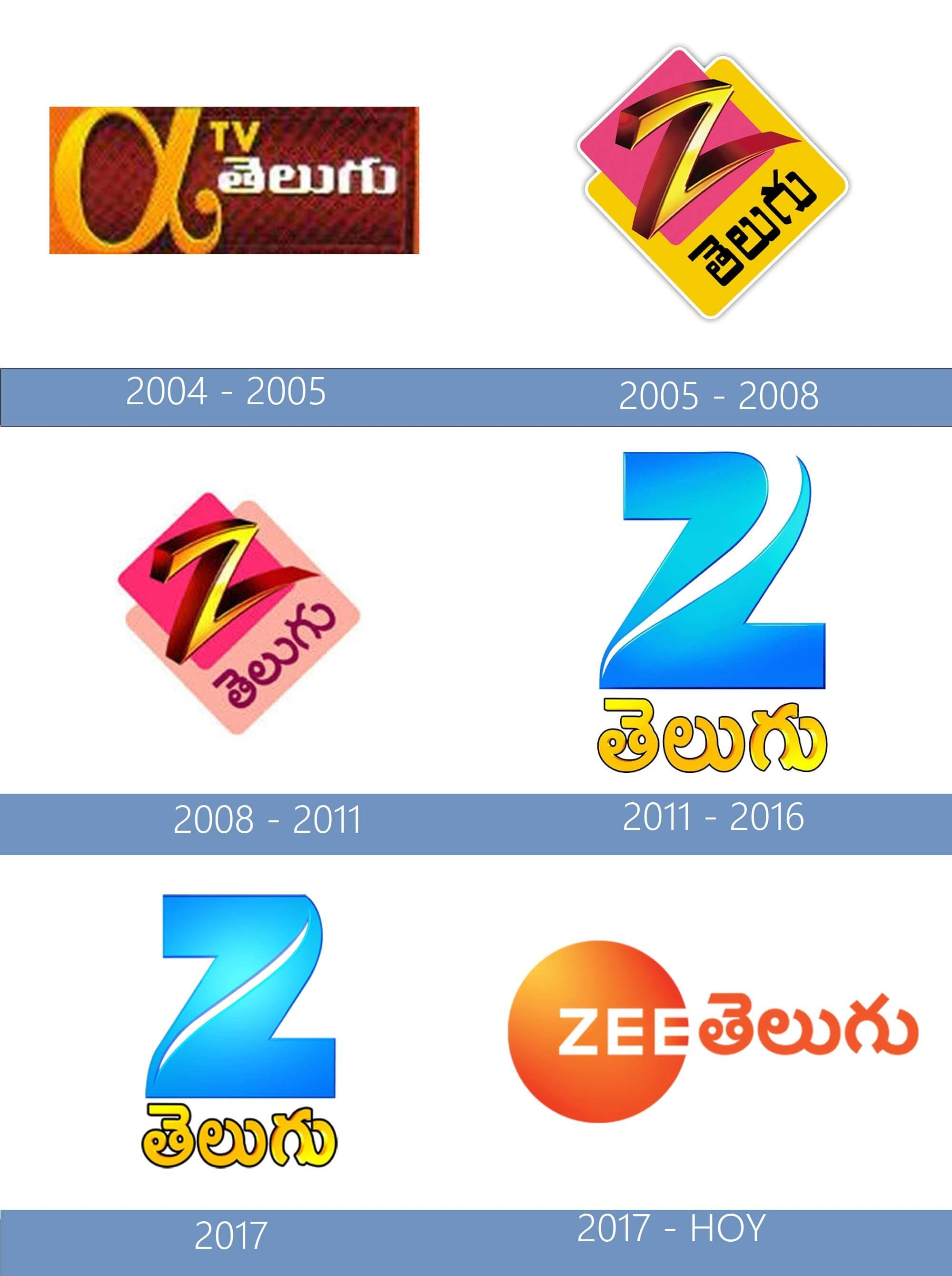
Historial de logotipos de Zee Telugu

En diciembre de 2005, Zee Telugu sólo había logrado una cuota de mercado del 1,24 % entre semana y del 1,86 % los fines de semana en Andhra Pradesh. Como resultado, se relanzó con el fin de cambiar el mercado objetivo de un mercado masivo a un mercado segmentado de jóvenes profesionales.
A finales de 2006, Zee Telugu comenzó a trabajar en Sa Re Ga Ma Pa, un concurso de canto en idioma telugu, y estaba programado para tener 35 episodios. Zee Telugu anunció planes para lanzar Little Champs, una versión del programa dirigida a espectadores de entre 6 y 13 años, presentada por N. C. Karunya.

## Canal hermano

### Zee Cinemalu
Zee Cinemalu es un canal de televisión por suscripción de películas en télugu de la India que ofrece películas en el mencionado idioma. Se lanzó el 4 de septiembre de 2016 y es el canal hermano de Zee Telugu. El canal es propiedad de Zee Entertainment Enterprises.

## Recepción
| Semana    | Año  | Audiencia BARC | Audiencia BARC | Ref.   |
| Semana    | Año  | Megaciudades   | Posición       | Ref.   |
| --------- | ---- | -------------- | -------------- | ------ |
| Semana 23 | 2021 | 280.29         | 5              | [ 12 ] |
| Semana 25 | 2021 | 295.83         | 5              | [ 13 ] |
| Semana 13 | 2023 | 267.21         | 5              | [ 14 ] |
| Semana 16 | 2023 | 289.06         | 5              | [ 15 ] |
| Semana 17 | 2023 | 284.44         | 4              | [ 16 ] |
| Semana 22 | 2023 | 278.77         | 5              | [ 17 ] |
| Semana 26 | 2023 | 283.38         | 5              | [ 18 ] |
| Semana 30 | 2023 | 300.34         | 5              | [ 19 ] |